# Liste der Monuments historiques in Haux (Gironde)
Die Liste der Monuments historiques in Haux (Gironde) führt die Monuments historiques in der französischen Gemeinde Haux auf.

## Liste der Bauwerke
| Bezeichnung        | Beschreibung                  | Standort | Kennzeichnung | Schutzstatus | Datum | Bild           |
| ------------------ | ----------------------------- | -------- | ------------- | ------------ | ----- | -------------- |
| Schloss Haute-Sage | Erbaut ab dem 16. Jahrhundert | (Lage)   | PA00083570    | Inscrit      | 1984  |                |
| Kirche St-Martin   | Erbaut im 14./15. Jahrhundert | (Lage)   | PA00083571    | Classé       | 1925  | weitere Bilder |

## Liste der Objekte
| Bezeichnung                      | Beschreibung                             | Standort                       | Kennzeichnung | Schutzstatus | Datum | Bild |
| -------------------------------- | ---------------------------------------- | ------------------------------ | ------------- | ------------ | ----- | ---- |
| Kerzenständer                    | Schmiedeeisen, 17. Jahrhundert           | in der Kirche St-Martin (Lage) | PM33000541    | Classé       | 1908  |      |
| Glocke                           | Bronze, 1739 gegossen                    | in der Kirche St-Martin (Lage) | PM33000542    | Classé       | 1942  |      |
| Skulpturengruppe Pietà           | Stein, 16. Jahrhundert                   | in der Kirche St-Martin (Lage) | PM33002277    | Inscrit      | 1981  |      |
| Prozessionsfahne Heiliger Martin | Stoff, 20. Jahrhundert                   | in der Kirche St-Martin (Lage) | PM33001595    | Inscrit      | 1986  |      |
| Skulpturengruppe Pietà           | Stein, 16. Jahrhundert                   | in der Kirche St-Martin (Lage) | PM33001056    | Classé       | 1953  |      |
| Zwei Kapitelle und zwei Basen    | Kalkstein, um 1200                       | in der Kirche St-Martin (Lage) | PM33000543    | Classé       | 1980  |      |
| Skulptur Christus am Kreuz       | Holz, 18. Jahrhundert                    | in der Kirche St-Martin (Lage) | PM33001509    | Inscrit      | 1981  |      |
| Skulptur Heiliger Martin         | Holz, polychrom gefasst, 18. Jahrhundert | in der Kirche St-Martin (Lage) | PM33001596    | Inscrit      | 1986  |      |
| Zwölf Kreuzwegstationen          | Gemälde, 1923                            | in der Kirche St-Martin (Lage) | PM33000544    | Classé       | 1988  |      |
| Skulptur des heiligen Rochus     | Stein, 17. Jahrhundert                   | in der Kirche St-Martin (Lage) | PM33001510    | Inscrit      | 1981  |      |
| Ölgemälde Heilige Familie        | Ende des 16. Jahrhunderts                | in der Kirche St-Martin (Lage) | PM33001511    | Inscrit      | 1981  |      |
| Prozessionsfahne Heiliger Rochus | Stoff, 19. Jahrhundert                   | in der Kirche St-Martin (Lage) | PM33001594    | Inscrit      | 1986  |      |